# Plaine Commune Développement
Plaine Commune Développement est un opérateur de l’aménagement et de la construction qui intervient sur le territoire de Plaine Commune en Seine-Saint-Denis. Plaine Commune est composée de huit villes (Aubervilliers, Épinay-sur-Seine, La Courneuve, L'Île-Saint-Denis, Saint-Denis, Saint-Ouen, Stains, Villetaneuse) et compte en 2025 450 000 habitants .

## Histoire
En 1991, les villes d’Aubervilliers et Saint-Denis créent la société Plaine Développement pour assurer le pilotage des études du projet urbain de la Plaine Saint-Denis, puis la mise en œuvre d’actions foncières et d’opérations d’aménagement. En 2000, elle devient la société d’économie mixte (Sem) Plaine Commune Développement. 
En septembre 2012, la communauté d'agglomération Plaine Commune et les villes qui la composent créent la société publique locale (SPL) Plaine Commune Développement. Adossée aux moyens humains et techniques de la sem, elle développe des opérations d'aménagement et de construction d'équipements publics pour le compte de ses actionnaires.
Le 3 février 2014, l’Établissement public foncier d’Île-de-France (EPFIF) et la SEM Plaine Commune Développement créent la Société à Actions Simplifiée (SAS) Foncière commune. Cette structure a pour vocation de constituer et de gérer des réserves foncières dans l’attente de leur utilisation ultérieure pour la réalisation de projets d’aménagement et de programmes immobiliers.

## Capital et actionnariat
La SEM Plaine Commune Développement compte parmi les principaux aménageurs d’Île-de-France. Elle est l’outil de référence de Plaine Commune pour développer son territoire. Elle réalise des opérations d’aménagement, de construction d’équipements publics et également d’assistance à maîtrise d’ouvrage pour des acteurs privés.
Son capital - 4 329 900 euros - est détenu par des partenaires publics et privés. Le secteur public, composé de Plaine Commune, huit villes* et l’État, en détient un peu plus de 77 %.
La Caisse des dépôts et consignations (CDC), la Chambre de commerce et d’industrie (CCI) de Seine-Saint-Denis, la Caisse d’Epargne, la Société Générale, EDF, Engie et Icade détiennent les 23 % restants.
(*) Plaine Commune : 45 %, les Villes : 26 %, CDC : 10 %, État : 6 %, les privées dont CCI : 13 %.

La SPL Plaine Commune Développement a été créée en 2012 par Plaine Commune et neuf* villes de l’agglomération pour faciliter la mise en œuvre d’opérations d’aménagement et de construction d’équipements publics. Elle intervient exclusivement pour le compte de ses actionnaires publics et bénéficie des moyens humains, techniques et juridiques de la SEM.
Son capital est de 980 000 €.  Il est détenu à 50 % par Plaine Commune,  à 45 % par les neuf villes au prorata de  leur population et à 5 % par la Métropole  du Grand Paris.
(*) Aubervilliers, Épinay-sur-Seine, La Courneuve, L’Île-Saint-Denis, Pierrefitte-sur-Seine, Saint-Denis, Saint-Ouen-sur-Seine, Stains, Villetaneuse.

En 2014, l’établissement public foncier d’Île-de-France (EPFIF) et la SEM ont créé la SAS Foncière Commune. La SAS a pour vocation de constituer et de gérer sur le long terme des réserves foncières sur des secteurs stratégiques dans l’attente de la réalisation de projets d’aménagement.
La gouvernance est partagée avec l’EPFIF et s’organise au sein de deux instances paritaires : le conseil de surveillance et le directoire.
Son capital est de 10 millions d’euros. L’EPFIF en détient 85 % et la SEM 15 %.

## Direction
Présidents du conseil d'administration et présidents directeurs généraux :
- Avril 1991 à décembre 1992 : Marcelin Berthelot
- Décembre 1992 à décembre 2000 : Jack Ralite
- Décembre 2000 à mai 2008 : Jacques Poulet
- Mai 2008 à novembre 2020 : Patrick Braouezec
- Depuis novembre 2020 : Stéphane Troussel[2]

Directeurs généraux et directeurs généraux délégués :
- Avril 1991 à décembre 1992 : Louis Quétier
- Décembre 1992 à décembre 2008 : Jean-Claude Bordigoni
- Décembre 2008 à septembre 2021  : Catherine Léger
- Septembre 201 à ce jour : Gildas Maguer

## Métiers
Plaine Commune Développement est l’opérateur privilégié du développement et du renouvellement urbain de Plaine Commune.
Elle intervient à tous les niveaux du développement urbain : de la conduite d’études pré-opérationnelles à l’aménagement en passant par le renouvellement urbain et la réalisation d’équipements publics et privés.
Dirigée par Gildas Maguer, son équipe est composée en 2025 d’une équipe pluridisciplinaire de 65 personnes environ.

## Opérations en cours
En 2025, Plaine Commune Développement mène 25 opérations d’aménagement :
- ZAC Nozal / Front populaire – Aubervilliers & Saint-Denis[3]
- CPRU Cristino Garcia / Landy – Aubervilliers & Saint-Denis
- ZAC Canal / Porte d’Aubervilliers – Aubervilliers[4]
- NPNRU Emile Dubois - Aubervilliers
- ZAC Port Chemin Vert – Aubervilliers
- CPRU d’Epinay-sur-Seine
- Concession des 4 routes – La Courneuve[5]
- ZAC du quartier de la Tour – La Courneuve
- ZAC du quartier de la Mairie - La Courneuve
- NPNRU Convention - La Courneuve
- ZAC des Six-Routes - La Courneuve
- ZAC de l’écoquartier fluvial – L’Île-Saint-Denis
- NPNRU Quartier Sud ISD – L’Île-Saint-Denis
- ZAC des Tartres – Pierrefitte-sur-Seine, Saint-Denis et Stains
- ZAC des Poètes – Pierrefitte-sur-Seine
- NPNRU Fauvettes Joncherolles - Pierrefitte-sur-Seine
- ZAC Porte de Paris – Saint-Denis
- ZAC Landy / Pleyel – Saint-Denis
- NPNRU Franc Moisin - Saint-Denis
- ZAC Sud Confluence – Saint-Denis[6]
- ZAC Pleyel - Saint-Denis
- NPNRU Frange Sud du Clos Saint Lazare - Stains
- NPNRU Saint Leu Langevin - Villetaneuse
- NPNRU Orgemont - Epinay-sur-Seine
- La Source Les Presles - Epinay-sur-Seine

## Equipements publics et privés
Avec une expertise reconnue , nous concevons des équipements publics et des ouvrages d’arts en plaçant l’éco-responsabilité au cœur de notre démarche. 
Nous intervenons de la programmation à la remise d’ouvrage dans le cadre de mandats ou de missions d’assistance à maitrise d’ouvrage pour assurer des missions de réhabilitation, rénovation ou construction d’équipements, rénovation thermique de bâtiments. 
Nous privilégions l’utilisation de matériaux biosourcés , géosourcés et issus du réemploi pour des constructions performantes , réduisant significativement l’empreinte carbone . Nos méthodes garantissent une gestion optimisée des coûts et une transparence totale des dépenses. 
Engagés pour un avenir durable , nous sommes fiers d’accompagner les collectivités et les acteurs privés dans la réalisation de projets innovants et adaptés aux besoins. 
Nos missions en matière de construction d’équipements publics/ privés recouvrent des natures d’immeubles très divers : groupes scolaires, piscines, médiathèque, bâtiments universitaires, équipements sportifs, studios de production TV etc.
Enfin, elle mène plusieurs missions d’études et d’assistance à maîtrise d’ouvrage pour des opérateurs publics et privés.

En 2025, la division « ouvrages d’art » est chargée de la réalisation – en maitrise d’ouvrage déléguée – du Franchissement Urbain Pleyel (St Denis), et du franchissement de l’A1 à La Courneuve.

## Co-promotion et développement d'actifs fonciers
Depuis 2022, de nouvelles orientations stratégiques ont été prises par le Conseil d'administration de Plaine Commune Développement afin de mettre « toujours plus au service de l'intérêt public local et d'une transformation urbaine soutenable et sobre » son expertise des métiers de la ville.
Le groupe fait ainsi évoluer son positionnement : il renforce ses savoir-faire sur son cœur de métier – l’aménagement et la construction au service d’une ville durable- et il étend notamment son champ d'intervention à la co-promotion immobilière et au développement d’actifs fonciers.

## Acteur du territoire
Au-delà de ses missions, Plaine Commune Développement s’investit à plusieurs titres pour le développement du territoire : 
- elle œuvre à l’insertion des personnes rencontrant des difficultés d’accès à l’emploi (chômeurs de longue durée, jeunes sans qualifications...) en intégrant depuis 2009 des clauses d’insertion à ses marchés publics de travaux. Elle garantit également l’intégration de clauses d’insertion aux marchés de travaux des opérateurs (promoteurs & bailleurs) qui construisent dans le cadre de ses opérations d’aménagement.
- elle développe depuis 2013 des démarches d’urbanisme temporaire qui optimisent l’usage du foncier dans l’attente du démarrage d’un chantier. Ces démarches – qui consistent à faire vivre des espaces momentanément délaissés – permettent de favoriser l’appropriation du projet par les habitants, de poursuivre la réflexion sur les usages futurs du site et de contribuer à l’animation culturelle et au vivre-ensemble.
- elle encourage la création sous toutes ses formes en soutenant via du mécénat des initiatives culturelles (festival de Saint-Denis…) ou patrimoniales (remontage de la flèche de la Basilique Saint-Denis[7]).
- elle mène une politique de responsabilité sociale et environnementale. Le 14 novembre 2016, elle a obtenu le label européen CEEP-CSR Discerno qui distingue les entreprises fournissant des services publics pour leur responsabilité sociale et environnementale[8].
- Plaine Commune Développement est signataire du Pacte bois-biosourcés, élaboré par Fibois Île-de-France, et dont Plaine Commune est déjà signataire depuis 2021, dans l'objectif de concourir activement à l’utilisation du bois et des matériaux biosourcés dans les projets d’aménagement ou de construction. La société participe aux travaux d’organismes professionnels en relation avec son métier d’opérateur urbain tels que l’Observatoire régional de l’immobilier d’entreprise (ORIE), le Réseau National des Aménageurs.  Plaine Commune Développement intervient à L’École de la Rénovation Urbaine sur les thématiques ANRU et les enjeux et pratiques du métier d'aménagement dans les quartiers "politique de la ville".

Siège social : Saint-Denis (France)